# スクォーク
スクォーク (squark) とは、超対称性粒子の一種で、クォーク（アップクォーク、ダウンクォーク、ストレンジクォーク、チャームクォーク、ボトムクォークおよびトップクォーク）がフェルミ粒子であるのに対して、超対称性理論により、その超対称性パートナー粒子として予言されているボース粒子である。ボース粒子の中でもスピンが0のスカラー粒子であるため、スカラークォークとも呼ばれる。
フレーバーごとの呼び名は短めに、スボトム、ストップなどと呼ばれる。
それぞれのスクォークには、超対称パートナーであるクォークの左巻き、右巻きに対応する2種類（例えばストップ-L、ストップ-R）があるが、一般に質量固有状態はこれらの混合状態（例えばストップ-1、ストップ-2）である。特に、ストップは他のスクォークより混合の度合いが大きく、ストップ-1がスクォークの中で最も軽くなる可能性がある。